# Хакама

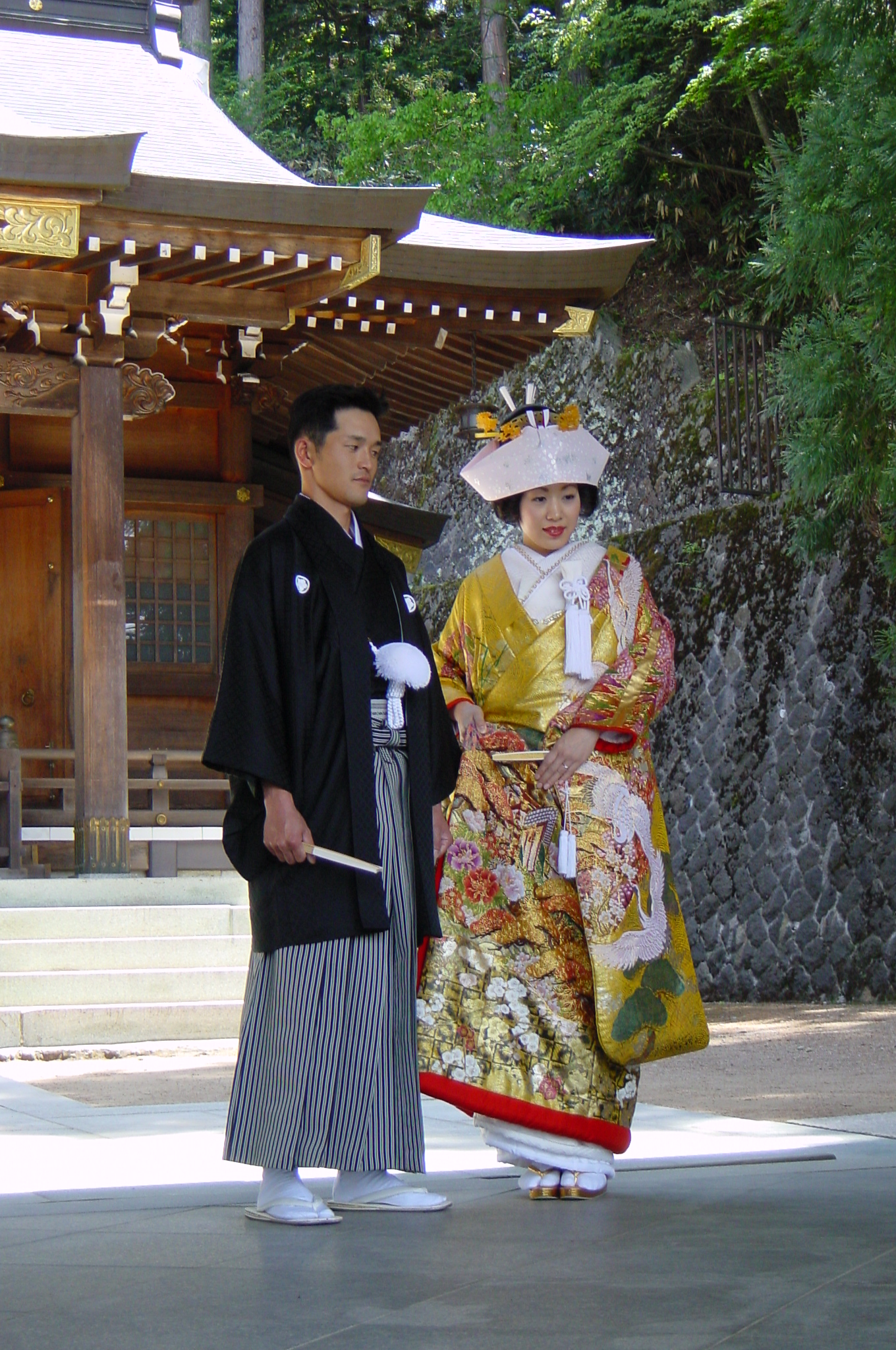
Наречений у штанах хакама.

Хака́ма (яп. 【袴】, はかま, [hakama], «штани») — традиційні японські довгі, широкі, шаровароподібні штани. Різновид штанів-спідниці, шароварів. Відомі з VII століття. Носилися як чоловіками, так і жінками, переважно представниками світської влади та духовенством. Поділялися на різні види. Виготовлялися з конопель, бавовни, шовку та інших тканин. Форма, колір, тканина й візерунки штанів залежали від епохи та статусу носія. У XIII — XVII століттях були частиною військового костюму хітатаре. З кінця XVI ст. носилися самураями в парі з наплічницею катаґіну як нижня частина офіційної форми камішімо («верх-низ»). У новітню добу — складова жіночого одягу на випускний чи церемонію повноліття, чоловічого шлюбного одягу, костюмів шінтоїстського жрецтва та буддистського чернецтва, спортивної форми майстрів та учнів бойових мистецтв тощо. До поширення західного одягу в Японії в XIX столітті словом «хакама» японці позначали будь-які штани. 

## Різновиди
- Довгі (長袴, наґахакама) — офіційні штани домодерного часу. Складова парадного одягу аристократії та самурайства. Холоша таких штанів була у півтора-два рази довше за довжину ноги, інколи мала затяжки на кінці[2][3].

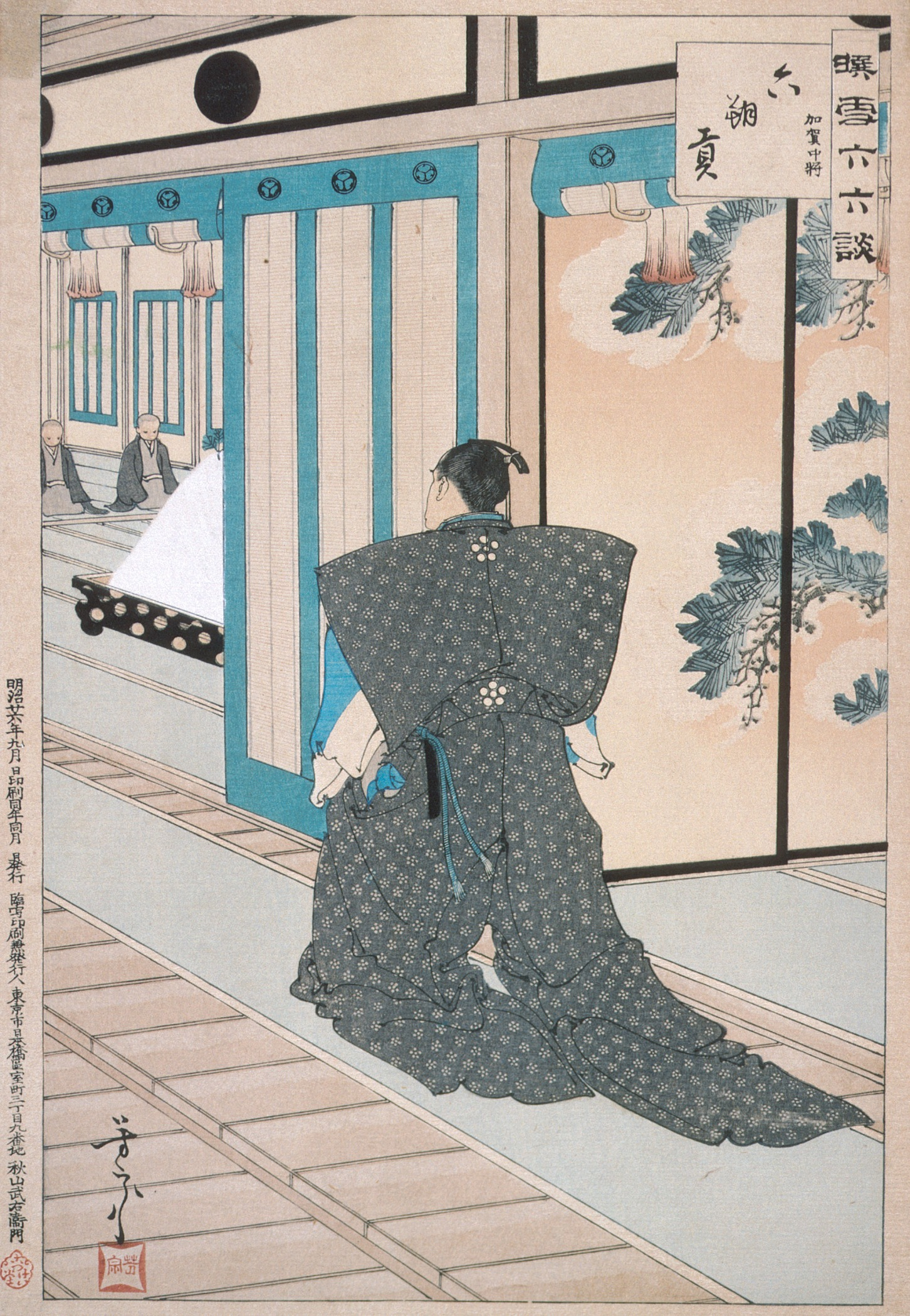
Довгі хакама
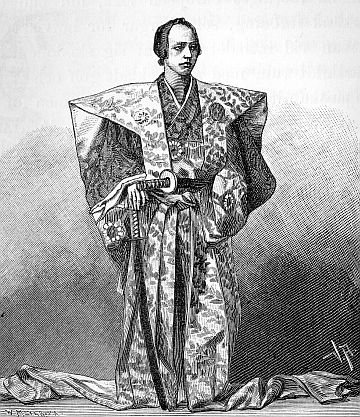
Костюм кашішімо
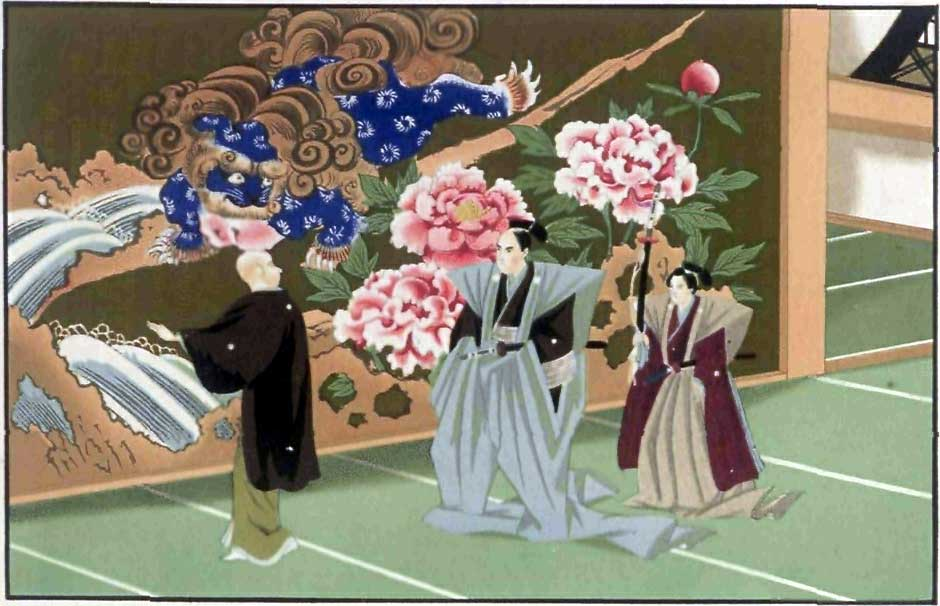
Магнат у довгих штанах
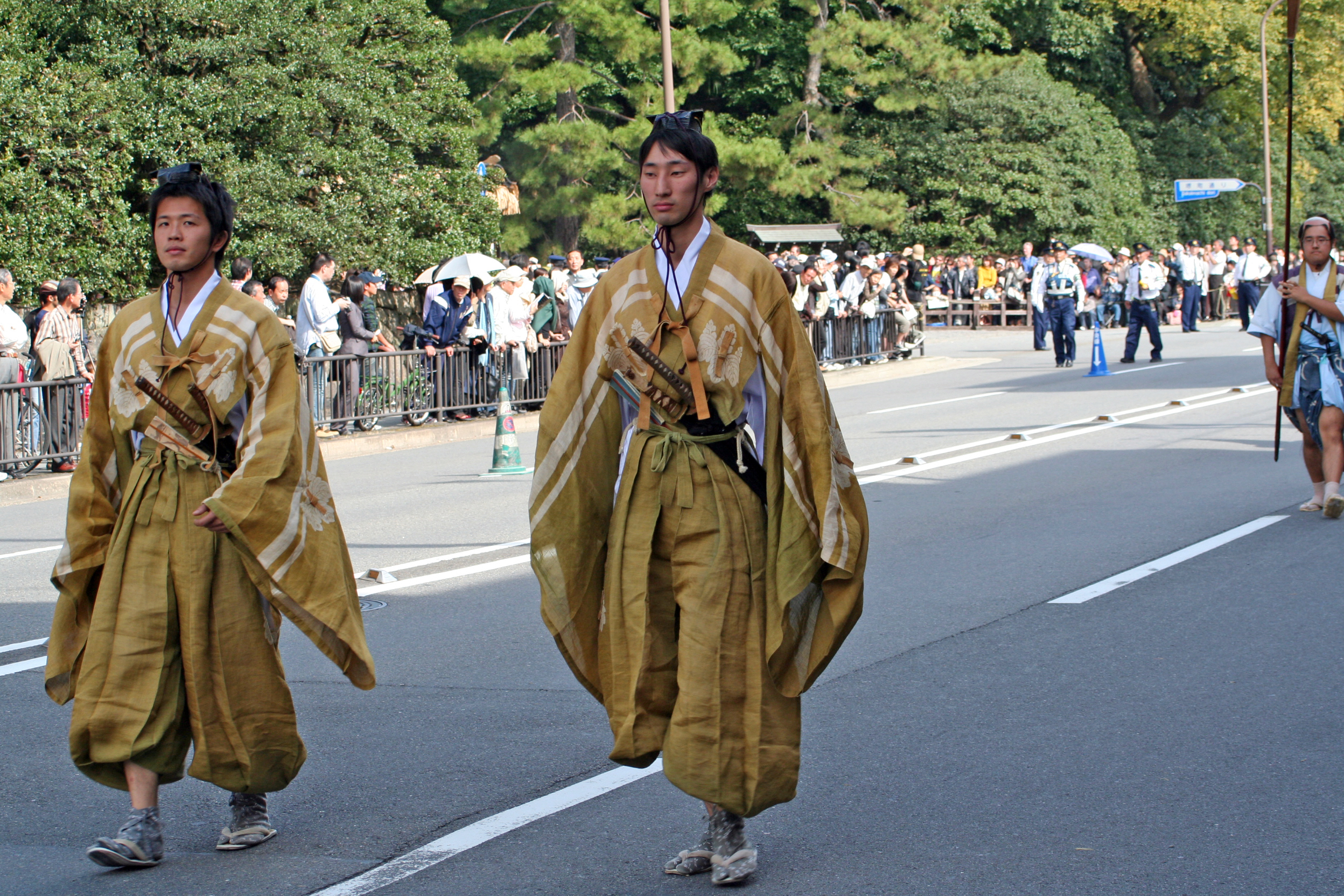
Костюм хітатаре

- Звичайні (平袴, хірабакама) — повсякденні штани, скорочені довгі хакама. Холоша доходила до ступні й, зазвичай, не мала затяжок. Носилися в парі з наплічницею катаґіну[4].
- Половинчасті (半袴, хамбакама) — інша назва звичайних хакама у XVI cт.[4].
- Обрізані (切袴, кіріхакама) — інша назва звичайних хакама[4].
- Малі (小袴, кобакама) — інша назва звичайних хакама у XVI cт.; також короткі штанів, холоша яких доходила до середини гомілки[4].

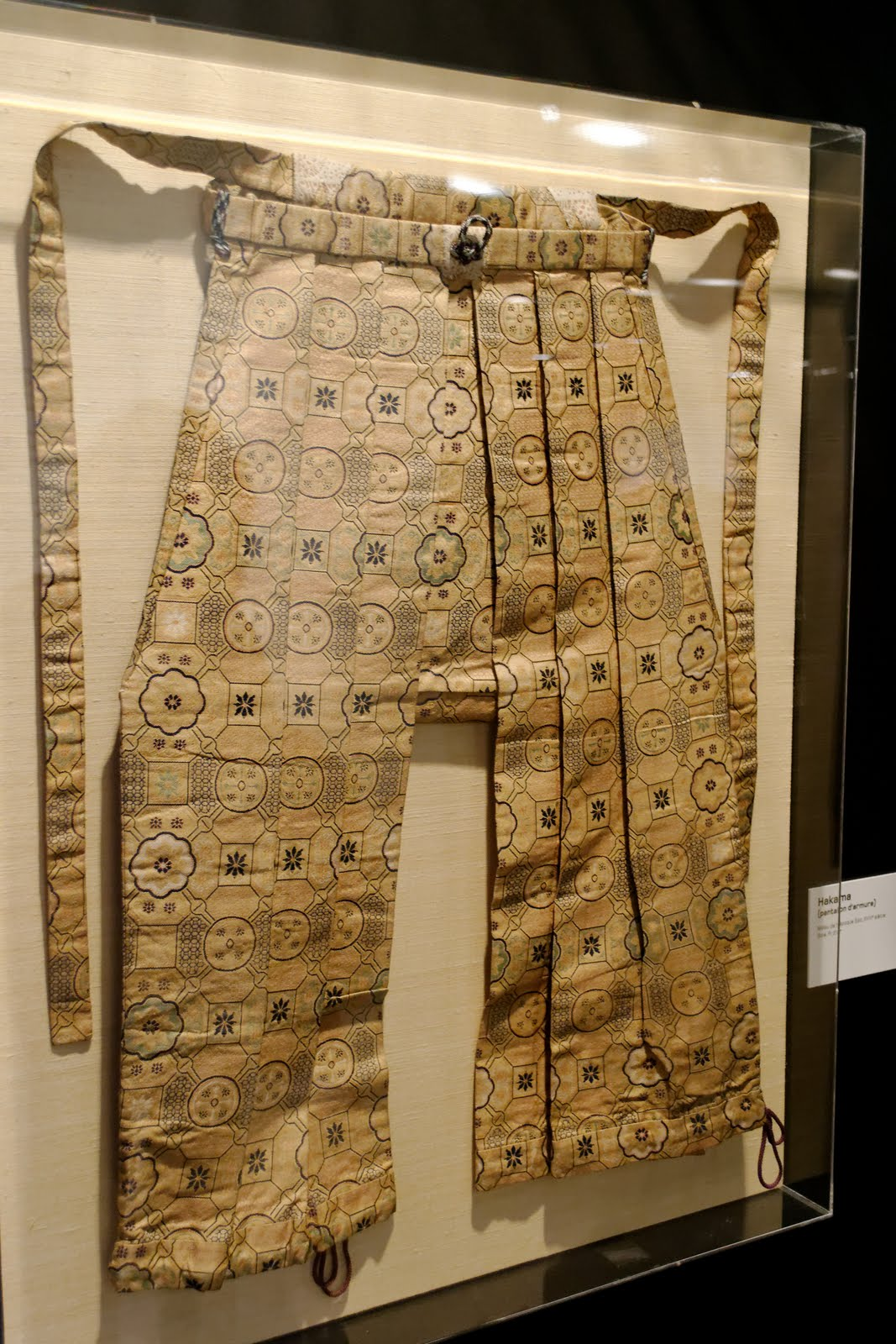
Звичайні хакама
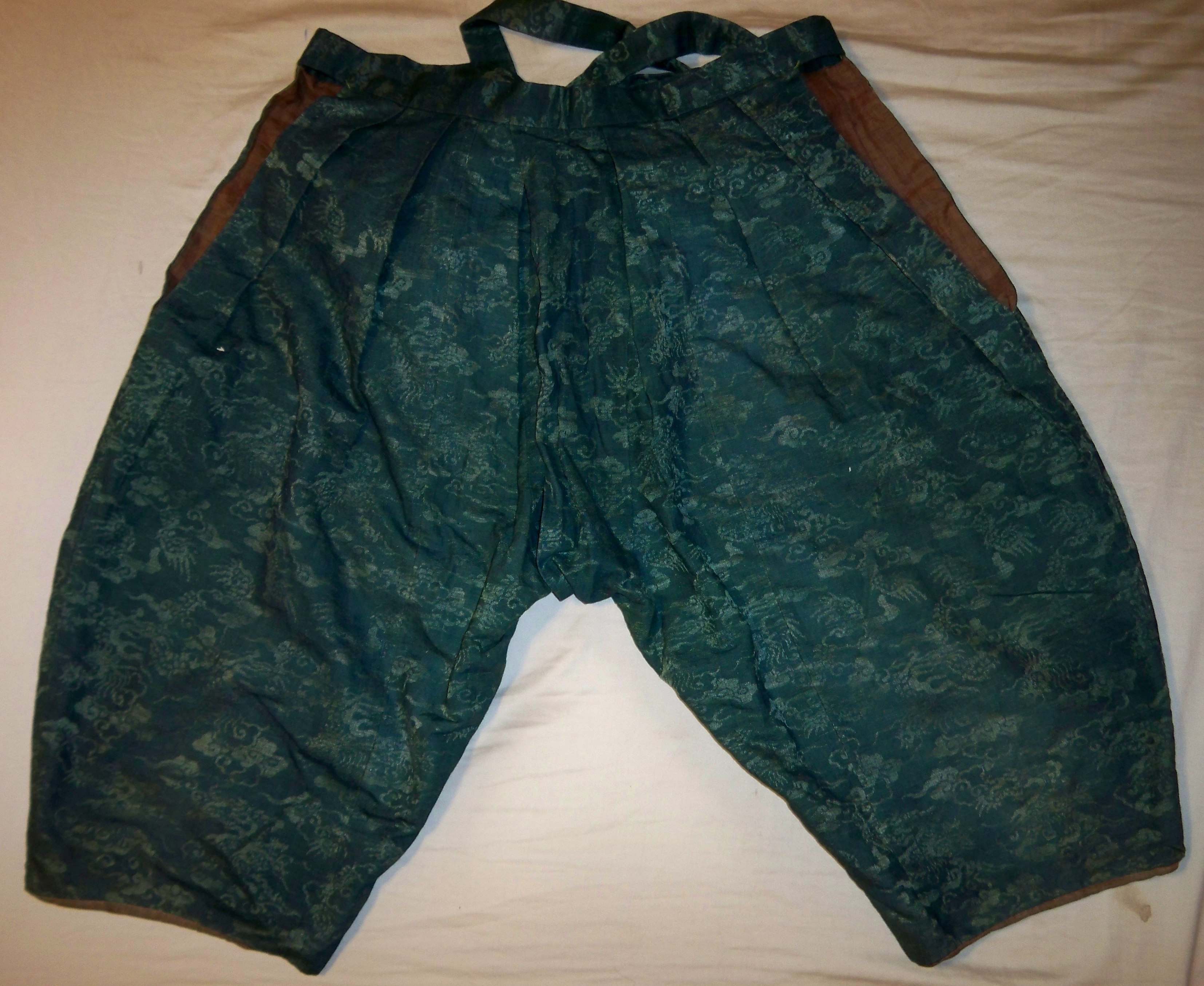
Малі хакама
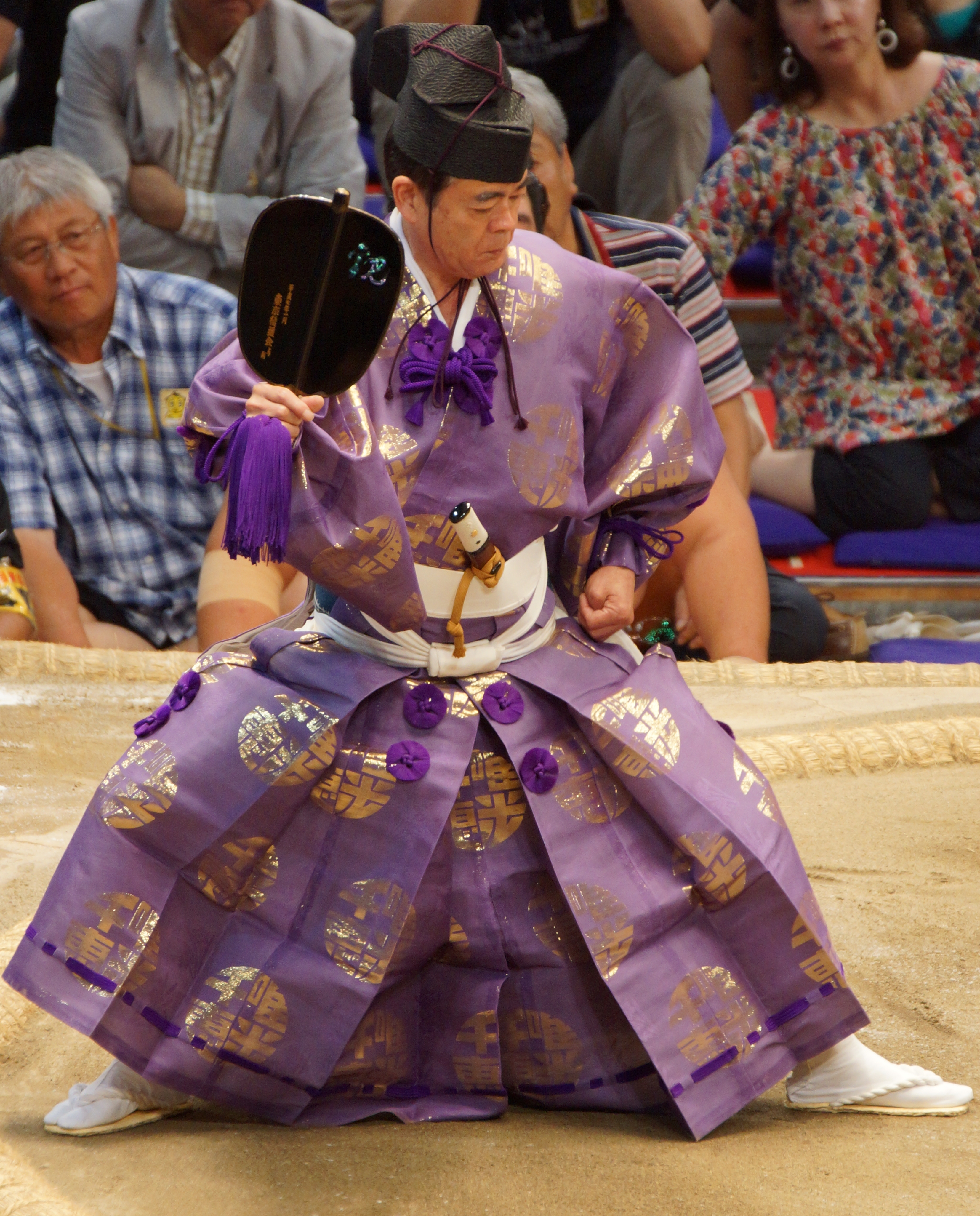
Костюм хітатаре
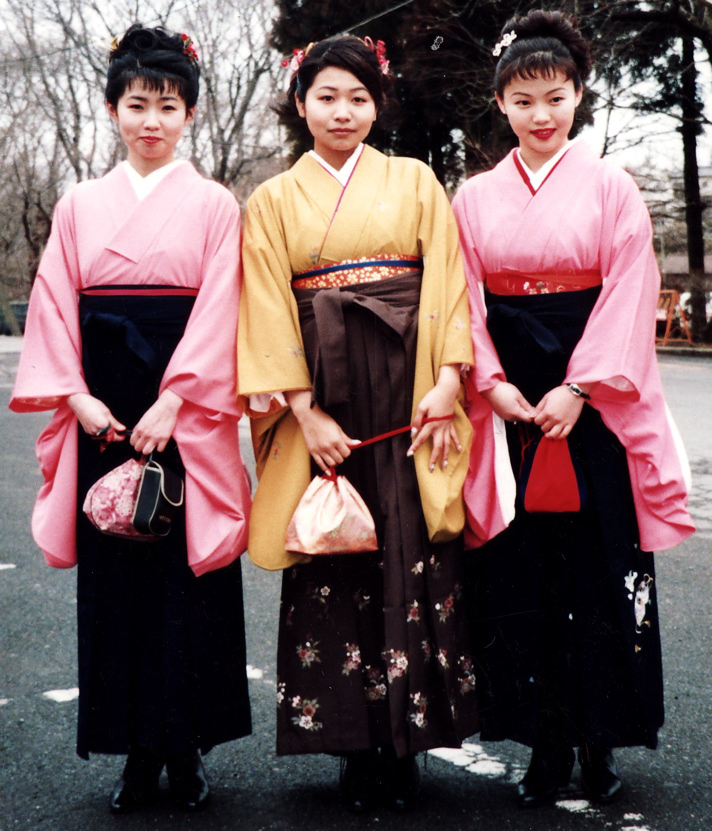
Випускниці
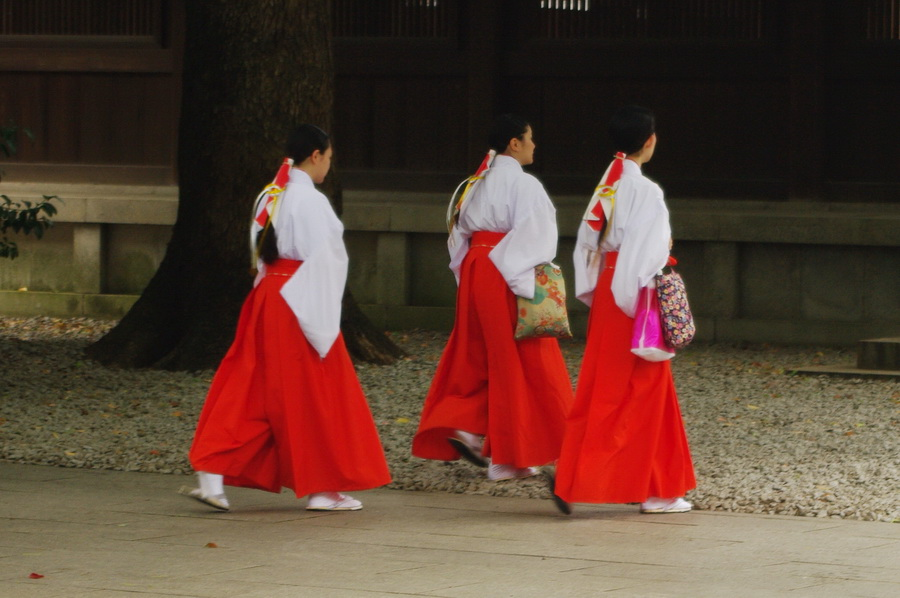
Жриці у червоних хакама
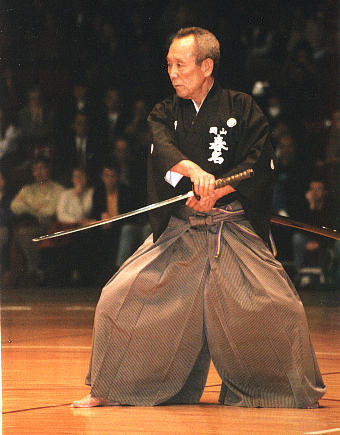
Майстер у хакама

- Сашінукі, або шаровари (指貫, сашінукі) — широкі хакама, холоші яких зав’язуються знизу у кісточок мотузком. Атрибут одягу придворних з VIII ст[1]

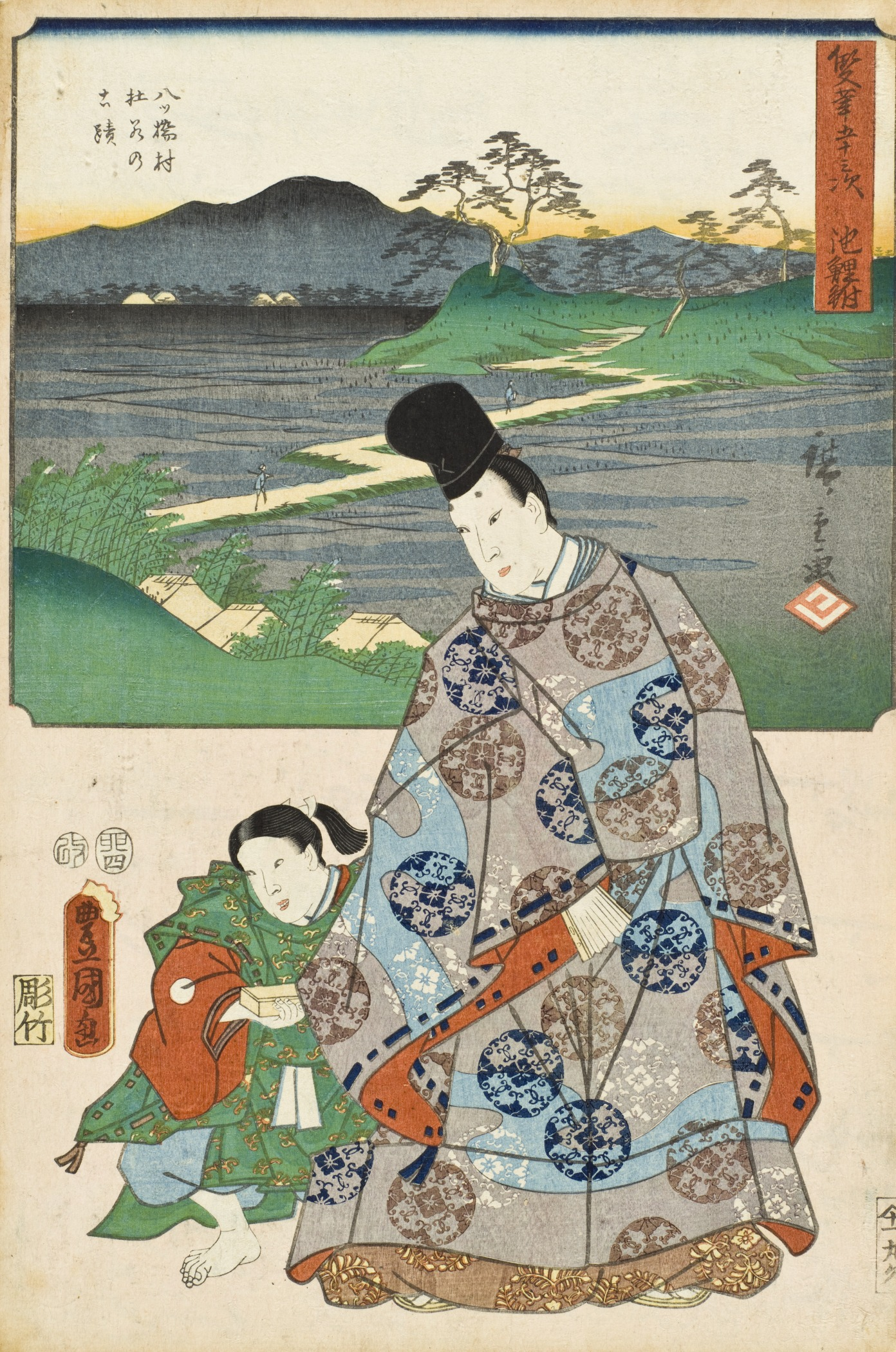
Аристократ у шароварах сашінукі
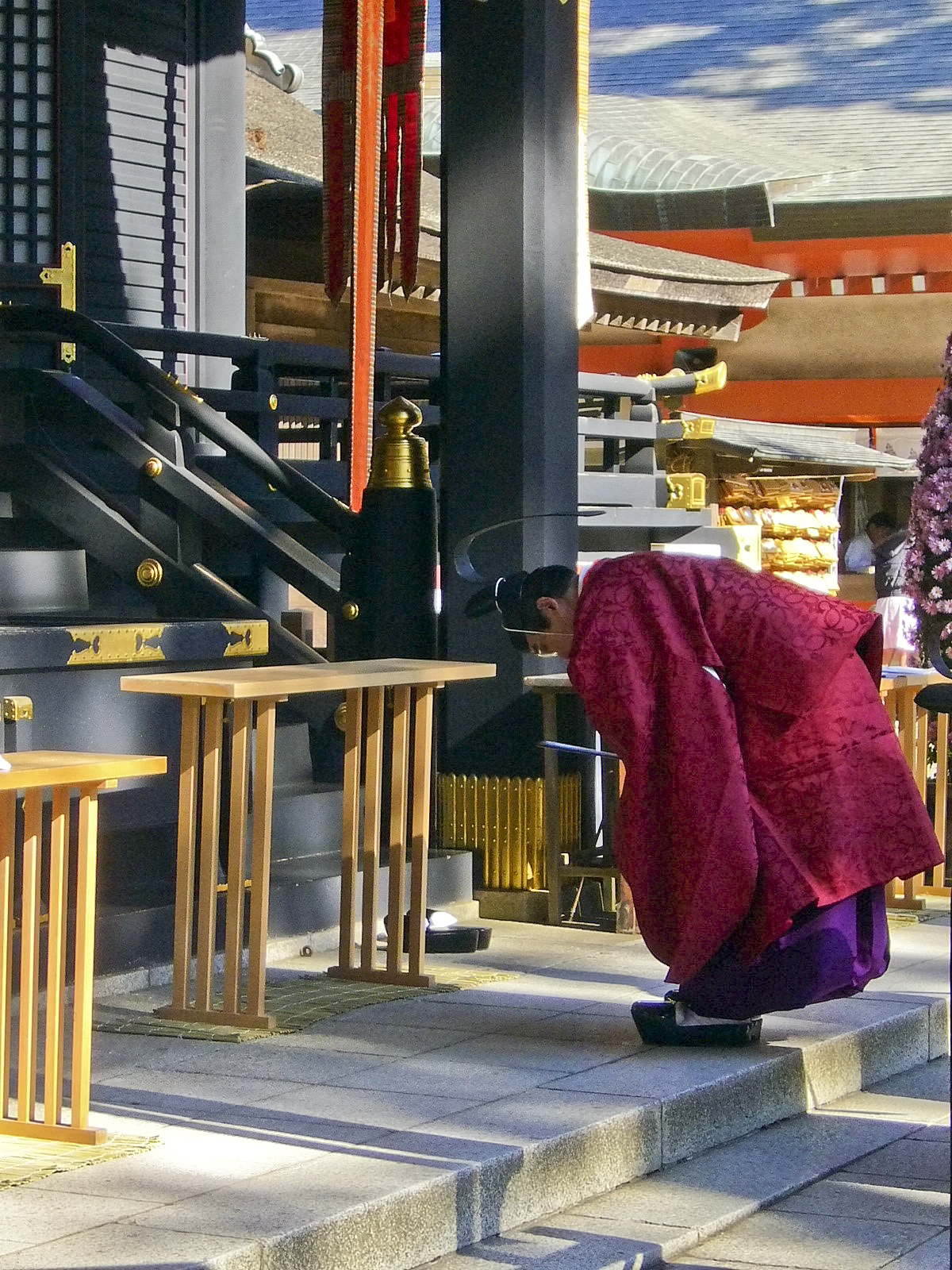
Священик у шароварах